# Sperrya cervula
Sperrya cervula är en fjärilsart som beskrevs av Frederick H. Rindge 1958. Sperrya cervula ingår i släktet Sperrya och familjen mätare. Inga underarter finns listade i Catalogue of Life.